# Didi Balboni
Didi Balboni, pseudonimo di Magda Balboni (Cento, 29 dicembre 1947), è una cantante italiana di musica leggera che ha avuto una certa notorietà ad inizio degli anni sessanta. Ha inciso per la Edibi. Il suo repertorio si rifaceva a quello degli urlatori comprendendo quello dei balli di moda a quell'epoca: twist, surf, hully gully.Divenne testimonial dei gelati Algida nel 1965, Valletta di Mike Bongiorno nel programma la Fiera dei Sogni , incise diversi 45 giri tradotti in molte lingue.Nel 1966 uscì dalla casa discografica Edibi .
Nel 1967 formò un duo con Alamo , Didi e Alamo lanciarono il loro disco ‘la vita oggi -c’è chi perde e c’è chi vince’ , nel programma sette voci, condotto da Pippo Baudo   . Nel 1972 formò un gruppo ‘La premiata stireria Balboni ‘ dando un taglio Rock alla sua carriera.

## Biografia
Ha iniziato l'attività giovanissima come cantante di balera ed è stata scoperta quando si trovava in vacanza a Torino dall'annunciatrice Gabriella Farinon e dal marito Dore Modesti, che la presentano a Mario Minasi per essere lanciata in televisione. 

Didi Balboni con Gabriella Farinon

Ha debuttato sul piccolo schermo nella prima puntata del programma musicale Follie d'estate, in cui ha cantato Tuffiamoci; torna nella stessa trasmissione nell'ultima puntata,. Il passaggio televisivo - e quello successivo nello show Teatro 10 in cui fu spiritosamente introdotta da Lelio Luttazzi - le consentì di essere scelta come valletta, ruolo che ricoprirà fino al 1966, per il programma televisivo a quiz di Mike Bongiorno La fiera dei sogni.
Nel medesimo periodo è stata testimonial sulle riviste giovanili come ragazza immagine di una nota marca di gelati.
La sua canzone Ma-mandolino di Alberto Testa e Giampiero Boneschi (poi eseguita anche da Jula de Palma) è stata utilizzata come sigla della trasmissione televisiva Stasera canzoni. Nel 2019 incide "Se stasera sono qui" di Luigi Tenco inclusa nella compilation "Il regno di Luigi" edita dall'etichetta Lavocedelledonne.Nel 2021 partecipa al cd "E penso a te:Bruno Lauzi" dove propone la celebre "E penso a te"
Nel 2021 partecipa alla seconda edizione di The Voice Senior.

## Discografia

### Singoli
- 1963: Tuffiamoci/Tu non mi guardi mai (Edibi, EDB 11011)
- 1963: Cara fatina/Gualtiero (Edibi, EDB 11012)
- 1963: Piano piano/Un hully gully triste (Edibi, EDB 11013)
- 1964: Ma-ma-mandolino/Addio per sempre (Edibi, EDB 11020)
- 1964: Con tanto affetto/Unico (Edibi, EDB 11023)
- 1966: Chi perde e chi vince /La vita oggi (Magic, M.C. 001; pubblicato con Alamo)
- 1967: Vola vola/Voglio te (Italvox, IT 08 NP)
- 1968: È successo proprio a me/Tienimi chiusa (Bravo Records, BRA 6973)

### EP (pubblicati in Spagna)
- 1964: Cara fatina (Polydor, EPH 50 920)
- 1964: Con La Orquesta De Enrico Polito y Giampiero Boneschi (Polydor, EPH 50 943)